# TV8 (Itália)
TV8 é um canal de televisão de entretenimento geral italiano digital-terrestre e gratuito, pertencente à Sky Italia, por meio de sua empresa subsidiária Nuova Società Televisiva Italiana S.r.l.. O canal está alocado no número 8 da lista de canais virtuais italianos.

## História
O canal foi lançado em 2 de abril de 1984, como Videomusic. Até 1 de junho de 1996, foi renomeado para a TMC 2, mas foi fechado em 1 de maio de 2001, tornando suas freqüências substituídas pela MTV Itália. Em 12 de dezembro de 2006, eles reviviram o TMC2 sob o nome de Sky Show, mas, infelizmente, foi encerrado em 21 de abril de 2009, quando o Sky Vivo foi relançado como Sky Uno.
Em 2015, o Sky Show foi ressuscitado como MTV.it, que é o resultado da alienação, pelo grupo Viacom International Media Networks, as atividades do canal 8 digital terrestre e da antiga fabricante de MTV Sky Itália, como já foi mencionado pelo jornal La Repubblica em junho de 2015. 
Em 31 de julho de 2015, Sky Itália compra de Viacom MTV Itália S.r.l, renomeada Nuova Società Televisiva Italiana, editora do ex-canal MTV, mesmo que a propriedade da marca continua a ser da Viacom, mantendo o mesmo número LCN 8. Em paralelo, em 1º de agosto de 2015. o canal para que existente até aquele dia no canal 8, apenas visível no céu.
Em 18 de fevereiro de 2016, o canal assume o novo nome TV8.